# Добри момци (филм из 1990)
Добри момци (енгл. Goodfellas) је амерички биографски криминалистички филм из 1990. године, режисера Мартина Скорсезеа, који је и написао сценарио заједно са Николасом Пилеџијем, док је продуцент био Ирвин Винклер. Филм је адаптација истоимене биографске књиге из 1985. године, коју је написао Пилеџи. У главним улогама су Роберт де Ниро, Реј Лиота, Џо Пеши, Лорејн Брако и Пол Сорвино. Радња филма прати успон и пад мафијашког сарадника Хенрија Хила, његових пријатеља и породице од 1955. до 1980. године.
Скорсезе је у почетку назвао филм Мудри момак и одложио снимање; он и Пилеџи су касније променили наслов у Добри момци. Да би се припремили за своје улоге у филму, де Ниро, Пеши и Лиота често су разговарали са Пилеџијем, који је делио истраживачки материјал који је остао од писања књиге. Према Пешију, импровизација је настала на пробама у којима је Скорсезе глумцима давао слободу да раде шта год желе. Редитељ је направио транскрипте ових сесија, узео редове који су му се највише свидели и ставио их у ревидирани сценарио, из којег је глумачка екипа радила током главног снимања.
Филм је премијерно приказан 9. септембра 1990. на Филмском фестивалу у Венецији, где је Скорсезе освојио Сребрног лава за најбољег режисера, а 19. септембра је реализован у америчким биоскопима. Буџет филма је износио 25 милиона долара, а зарада је износила преко 47 милиона долара. Критички консензус на сајту Rotten Tomatoes назива га „највероватније врхунцем каријере Мартина Скорсезеа”. Филм је био номинован за шест Оскара, међу којима су били они за најбољи филм и најбољег режисера, док је Пеши освојио онај за најбољег споредног глумца. Филм је освојио пет награда БАФТА, међу којима су биле оне за најбољи филм и најбољег режисера. Поред тога, Добри момци је проглашен најбољим филмом године од стране различитих група критичара.
Добри момци се сматра једним од најбољих филмова икад снимљених, посебно у гангстерском жанру. Године 2000, Конгресна библиотека га је прогласила „културно, историјски и естетски значајним” и одабрала га за чување у Националном регистру филмова. Садржај и стил филма били су опонашани у бројним другим филмовима и телевизијским серијама.

## Радња
1955. године, млади Хенри Хил постаје заљубљен у криминални живот и присуство мафије у свом италијанско-америчком суседству радничке класе у Бруклину. Он почиње да ради за локалног капоа Пола „Полија” Сисероа и његове сараднике: Џејмса „Џимија” Конвеја, ирског отмичара камиона и гангстера, и Томија Девита, колегу малолетног делинквента. Хенри почиње као Џимијев шанер, постепено се пробијајући до озбиљнијих злочина. Тројица сарадника проводи већину ноћи током 1960-их у ноћном клубу „Копакабана”, лумпујући са женама. Хенри почиње да се забавља са Карен Фридман, Јеврејком. Њу у почетку муче Хенријеве криминалне активности, али је на крају заводи његов гламурозан начин живота. Удаје се за њега, упркос неодобравању родитеља.
1970. године, Били Батс, високорангирани мафијаш из породице Гамбино, који је недавно пуштен из затвора, више пута вређа Томија у ноћном клубу у Хенријевом власништву; Томи и Џими су га потом претукли, изболи и убили. Несанкционисано убиство високорангираног мафијаша позива на одмазду; схватајући ово, Џими, Хенри и Томи прикривају убиство закопавањем тела на напуштеном пољу. Шест месеци касније, Џими сазнаје да је место сахране предвиђено за градњу, што их подстиче да ископају и преместе леш у распадању.
1974. године, Карен малтретира Хенријеву љубавницу Џенис и држи Хенрија на нишану. Хенри се усељава код Џенис, али Поли инсистира на томе да се врати Карен након што је са Џимијем наплатио дуг од коцкара у Тампи. По повратку, Џими и Хенри су ухапшени након што их је коцкарева сестра, дактилографкиња ФБИ-ја, пријавила и обојица добијају десет година затворске казне. Како би издржавао своју породицу, Хенрију Карен кријумчари дрогу у затвор, коју он продаје свом цимеру из Питсбурга. Године 1978, Хенри је условно пуштен и проширује овај посао са кокаином упркос Полијевим наредбама, убрзо укључујући Џимија и Томија.
Џими организује екипу која извршава препад на Луфтханзин трезор на аеродрому ЏФК, укравши неколико милиона у готовини и накиту. Након што неки чланови купе скупе ствари упркос Џимијевим наредбама и полиција пронађе камион за бекство, он убија већину екипе. У свом гласовном приповедању, док се мртва тела откривају по целом граду, Хенри сугерише да би их Џими ионако убио, уместо да подели профит од пљачке. Џими поштеди Томија и Хенрија. Томи бива обманут верујући да је предложено да он постане члан породице; он је убијен на путу до церемоније, као знак одмазде за Батсово убиство, остављајући Џимија пораженим.
До 1980. године, Хенри је постао нервна олупина због употребе кокаина и несанице. Закључује посао са дрогом са сарадницима у Питсбургу, али агенти за наркотике га хапсе и затварају. Након што га је спасила, Карен објашњава да је бацила кокаин у ве-це шољу у вредности од 60.000 долара како би спречила агенте ФБИ да га пронађу током рације, остављајући их практично без новца. Осећајући се изданим због Хенријеве трговине дрогом, Поли му даје 3.200 долара и прекида њихову сарадњу. Хенри се сусреће са Џимијем у ресторану и од њега се тражи да отпутује по задатку, али новина таквог захтева чини га сумњичавим. Хенри схвата да Џими планира да убије њега и Карен, што га наводи да постане доушник и да се са породицом упише у програм заштите сведока. Даје довољно сведочења да би Поли и Џими били ухапшени и осуђени. Хенри је захвалан што је жив, али је приморан да напусти свој гангстерски живот и мора се поново прилагодити нормалном животу; он приповеда: „Ја сам просечан нико. Морам да живим остатак свог живота као глупак.”
На завршним картицама стоји да је Хенри још увек заштићени сведок од 1990. године, али да је ухапшен 1987. године у Сијетлу због завере о наркотицима, добивши пет година условне казне. Од тада је чист. Он и Карен раздвојили су се 1989. године након 25 година брака, док је Поли умро претходне године у савезном затвору Форт Ворт у 73. години од респираторне болести. Џими је служио 20 година доживотне казне у њујоршком затвору због убиства, у којем би био условно отпуштен 2004. са 78 година.

## Улоге
| Глумац            | Улога               |
| ----------------- | ------------------- |
| Роберт де Ниро    | Џими Конвеј         |
| Џо Пеши           | Томи Девито         |
| Реј Лиота         | Хенри Хил           |
| Лорејн Брако      | Карен Хил           |
| Пол Сорвино       | Пол Сисеро          |
| Чак Лоу           | Мори Кеслер         |
| Френк Дилио       | Тади Сисеро         |
| Френк Сиверо      | Френки Карбоне      |
| Џони Вилијамс     | Џони Роустбиф       |
| Мајк Стар         | Френчи              |
| Френк Винсент     | Били Батс           |
| Самјуел Л. Џексон | Стакс Едвардс       |
| Френк Адонис      | Ентони Стабиле      |
| Кетрин Скорсезе   | Мајка Томија Девита |
| Џина Мастроџакомо | Џенис Роси          |
| Деби Мазар        | Сенди               |
| Марго Винклер     | Бел Кеслер          |
| Велкер Вајт       | Лоис Берд           |
| Џули Гарфилд      | Михалија Конвеј     |
| Детектив Ед Диси  | Ед Диси             |
| Кристофер Сероне  | Млади Хенри Хил     |
| Чарлс Скорсезе    | Вини                |
| Мајкл Империоли   | „Паук”              |
| Тони Дароу        | Сони Банз           |
| Елизабет Виткрафт | Томијева дјевојка   |
| Тони Лип          | Френки              |
| Кевин Кориган     | Мајки Хил           |

## Награде
| Награда                              | Особа                          |
| Најбољи споредни глумац              | Џо Пеши                        |
| Номинације:                          |                                |
| Најбоља споредна глумица             | Лорејн Брако                   |
| Оскар за најбољи филм                | Ирвин Винклер                  |
| Најбољи редитељ                      | Мартин Скорсезе                |
| Најбоља монтажа                      | Телма Скунмејкер               |
| Оскар за најбољи адаптирани сценарио | Мартин Скорсезе Николас Пилеџи |